# Сааремаа (повіт)
Сааремаа (ест. Saaremaa або Saare maakond) — один із повітів Естонії. Охоплює другий за величиною в Балтійському морі острів Сааремаа (див. Список островів Балтійського моря), острови Муху, Рухну, Абрука, Вільсанді та інші дрібні острови Ризької затоки.
Адміністративний центр — Курессааре.
Площа — 2 922 км². Населення — 31 706 осіб (01.01.2015).
Найвища точка знаходиться на острові Сааремаа і становить 54 м над рівнем моря. На цьому ж острові є метеоритний кратер Каалі. Повіт засаджений лісом. Один з його символів — ялівець.

## Клімат
Клімат помірний морський. На островах досить довге тепле літо і м'яка зима; сильні вітри є причиною частої зміни погоди і сильних опадів переважно в осінні і зимові місяці. Середня температура липня і серпня складає +16-20 °C, іноді досягає +25 °C. Лютий, середня температура якого −4 °C, є найхолоднішим місяцем на островах.

## Транспорт
До повіту можливо дістатись поромом від Віртсу до острова Муху, який з'єднаний із Сааремаа дамбою. Також можливо досягти Сааремаа поромом від Вентспілса в Латвії. Це обслуговування почалося 2005 року і управляється поромами SSC.
В Курессааре знаходиться аеропорт, через який відбуваються регулярні авіарейси з Таллінна, Пярну і Тарту. Є також сезонні польоти до Риги, Гельсінкі та Стокгольма.
Планується з'єднати Сааремаа з материком або мостом, або тунелем. Проєкт коштуватиме як мінімум 175 мільйонів євро і буде готовий у 2014.

## Адміністративно-територіальний поділ
До складу повіту входять 3 муніципалітети:
 Муху (ест. Muhu vald)
 Рухну (ест. Ruhnu vald)
 Сааремаа (ест. Saaremaa vald)
До складу повіту до 2017 року входило 14 муніципалітетів: 1 міський і 13 сільських (волості).

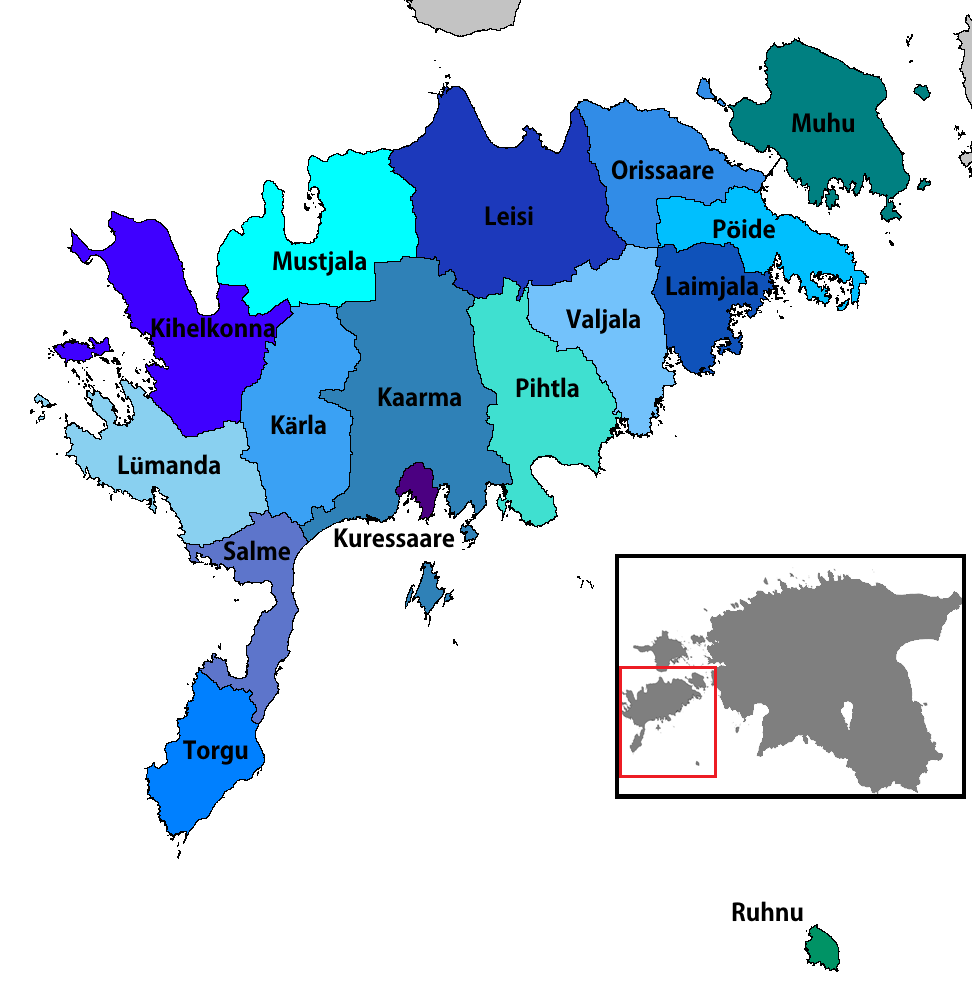
Муніципалітети повіту Сааремаа

Міські муніципалітети:
 Курессааре (ест. Kuressaare)
Волості:
 Вальяла (ест. Valjala vald)
 Кіхельконна (ест. Kihelkonna vald)
 Лаймяла (ест. Laimjala vald)
 Лейсі (ест. Leisi vald)
 Ляене-Сааре (ест. Lääne-Saare vald)
 Мустьяла (ест. Mustjala vald)
 Муху (ест. Muhu vald)
 Оріссааре (ест. Orissaare vald)
 Пейде (ест. Pöide vald)
 Піхтла (ест. Pihtla vald)
 Рухну (ест. Ruhnu)
 Сальме (ест. Salme vald)
 Торгу (ест. Torgu vald)
12 грудня 2014 року волості Каарма, Кярла та Люманда були об'єднані, утворивши нову волость Ляене-Сааре.

## Найбільші міста
Міста з населенням понад 2,5 тисяч осіб:
| Назва міста | Населення, осіб (2009) |
| ----------- | ---------------------- |
| Курессааре  | 14960                  |